# Young Hollywood Awards
Young Hollywood Awards jsou ceny, které oceňují největší úspěchy v hudbě, filmu, sportu, televizi, stylu oblékání a v dalších kategoriích. Hlasují teenageři ve věku 13-19 a mladí dospělí. Ceremoniál také oceňuje stoupající hvězdy mladého věku. První ceremoniál se konal v roce 1999.

## Výsledky jednotlivých ročníků

### 2014
16. ročník se konal 28. července 2014 v Los Angeles a moderování se ujala Kelly Osbourne.
- Nejoblíbenější herec: Ansel Elgort
- Nejoblíbenější herečka: Chloë Grace Moretz
- Nejoblíbenější crossover umělec: Nick Jonas
- Nejoblíbenější superstar sociálních sítí: Ashley Tisdale
- Průlomový výkon herečky: Danielle Brooks
- Průlomový výkon herce: Dylan O'Brien
- Nejoblíbenější trojka: Nina Dobrev, Ian Somerhalder, Paul Wesley (Upíří deníky)
- Nejvíce sexy tělo: Derek Hough
- Nejlepší pár na plátně: Shailene Woodley a Ansel Elgort (Hvězdy nám nepřály)
- Nejlepší přátelství: Jonah Hill a Channing Tatum
- Nejlepší superhrdina: Kellan Lutz (Herkules: Zrození legendy)
- Bavič roku: Amy Schumer
- Milujeme tě až nesnášíme: Pablo Schreiber (Holky za mřížemi)
- Nejlepší chemie mezi obsazením (film): Hvězdy nám nepřály
- Nejlepší chemie mezi obsazením (seriál): Taková moderní rodinka
- Umělec roku: Ed Sheeran
- Průlomový umělec: Sam Smith
- Písnička léta: „Fancy“ – Iggy Azalea ft. Charlie XCX
- Módní ikona: Bella Thorne
- Osobnost atletiky: Louie Vito
- Nejlepší televizní seriál: Holky za mřížemi
- Nejoblíbenější film: Hvězdy nám nepřály
- Internetová senzace: Jenna Marbles
- Nejlepší reality-show: The Bachelor a The Bachelorette

### 2013
15. ročník se konal 1. srpna 2013 v Los Angeles a moderování se ujala Aisha Tyler.
- Herec roku: Kit Harington
- Nejoblíbenější herec: Dave Franco
- Ženská superstar zítřka AnnaSophia Robbová
- Průlomový výkon herce: Liam James (Nezapomenutelný)
- Průlomový výkon herečky: Tatiana Maslany (Holky za mřížemi)
- Nejlepší herecké obsazení: Vlčí mládě
- K sledování: Bella Thorne
- Průlomový umělec: Austin Mahone
- Nejlepší mužský umělec: Miguel Jontel Pimental
- Nejoblíbenější album: Selena Gomez – Stars Dance
- Nejočekávanější turné: Selena Gomez
- Vzor hodný následování: Cody Simpson
- Úspěšný crossover umělec: Lucy Hale
- Cena SODAStream za globální eliminaci PET lahví: Lauren Conrad
- Módní ikona: Kelly Osbourne
- Internetová senzace: Žralokonádo

### 2012
14. ročník se konal 14. června 2012 v Los Angeles a moderování se ujala Ashley Greene.
- Ženská superstar zítřka: Ashley Greene
- Mužská superstar zítřka: Alex Pettyfer
- Průlomový výkon herce: Asa Butterfield (Hugo a jeho velký objev)
- Průlomový výkon herečky: Aubrey Plaza
- Zlodějka scén: Kiernan Shipka
- Zloděj scén: Rico Rodriguez a Nolan Gould
- Herecký veterán roku: James Van Der Beek (Mrcha od vedle)
- Úspěšný crossover umělec: Miranda Cosgroveová
- Cena BING za filantropii: Sophia Bush
- Módní ikona: Ginnifer Goodwin

### 2011
13. ročník se konal 26. května v Los Angeles.
- Herečka roku: Elle Fanning
- Průlomový herecký výkon: Armie Hammer
- Ženská superstar zítřka: Isabel Lucas
- Mužská superstar zítřka: Armie Hammer
- Televizní herečka roku: Aimee Teegarden
- Televizní herec roku: Jesse Williams
- Módní ikona: Camilla Belle
- Bavič roku: Dan Levy
- Cena BING za filantropii: Elysium
- Umělec roku: Avril Lavigne
- Obsazení k sledování: Prolhané krásky

### 2010
12. ročník se konal 13. května 2010 v Los Angeles.
- Superstar: Nikki Reed
- Ženská superstar zítřka: Nina Dobrev
- Skokan roku: Liam Hemsworth
- Módní ikona: Ashley Greene
- Bavič roku: Whitney Cummings
- Umělec roku: Nick Jonas
- Objev roku: Justin Bieber
- Obsazení k sledování: Nina Dobrev, Ian Somerhalder a Paul Wesley (Upíří deníky)
- Osobnost atletiky: Chad Ochocinco
- Zářící hvězda: Jessica Stroup

### 2009
11. ročník se konal 7. června 2009.
- Superstar: Evan Rachel Wood
- Ženská superstar zítřka: AnnaLynne McCord
- Průlomový výkon herce: Ed Westwick
- Průlomový výkon herečky: Rumer Willis
- Akční hvězda – žena: Jamie Chung
- Akční hvězda – muž: Columbus Short
- Nejžhavější mladá herečka: Abigail Breslin
- Úspěšný crossover umělec: Bar Refaeli
- Umělec roku: Adam Lambert
- Bavič roku: Ari Gryanor
- Nejlepší režisér: Catherine Hardwicke (Twilight sága: Stmívání)
- Ochrana životního prostředí: Q'orianka Kilcher
- Osobnost atletiky: Shawn Johnson

### 2008
10. ročník se konal 27. dubna 2008
- Ženská superstar zítřka: Taylor Swift
- Průlomový výkon: Amber Heardová
- Vynikající výkon: Jonathan Tucker
- Vzor hodný následování: Donald Sutherland
- Žena, která stojí za pozornost: Lily Collins
- Muž, který stojí za pozornost: Brady Corbet
- Nejžhavější mladý herec: Joseph Gordon-Levitt
- Nejžhavější mladá herečka: Ellen Page
- Průlomový výkon na plátně: Vincent Kartheiser
- Vzrušující mladá tvář – žena: Emma Stoneová
- Vzrušující mladá tvář – muž: Alex Frost
- Vynikající výkon: Emmanuelle Chriqui
- Osobnost, která stojí za pozornost: Thomas Dekker, Cam Gigandet

### 2007
9. ročník se konal 22. dubna 2007
- Průlomový výkon: Christopher Mintz-Plasse
- Žena, která stojí za pozornost: Nikki Blonsky
- Muž, který stojí za pozornost: Zac Efron

### 2006
8. ročník se konal 30. dubna 2006
- Průlomový výkon – muž: Patrick Wilson, Ben Foster
- Superstar zítřka: Brenda Song
- Vzor hodný následování: Brenda Song

### 2005
7. ročník se konal 1. května 2005
- Žena, která stojí za pozornost: Jamie Lynn Spears
- Superstar zítřka: Jessica Alba, Lindsay Lohan
- Vzor hodný následování: Pierce Brosnan

### 2004
6. ročník se konal 2. května 2004
- Dnešní superstar: Hilar Duff
- Nejžhavější mladá veteránka: Alicia Silverstone

### 2003
5. ročník se konal 4. května 2003
- Další generace – muž: Ryan Reynolds
- Další generace – žena: Kate Bosworth
- Průlomové vystoupení – muž: Cole Hauser
- Průlomové vystoupení – žena: Joy Bryant
- Žena, která stojí za pozornost: Nikki Reed
- Muž, který stojí za pozornost: Clayne Crawford
- Zajímavá nová tvář: Elzabeth Banks
- Adrenalin v krvi: Lucy Liu
- Superstar zítřka: Alison Lohman
- Stoupající hvězda: William Lee Scott
- Nezastavitelná vize: Mandy Moore
- Vyčnívající vystoupení: Troy Garity
- Vzor hodný následování: Harrison Ford
- Dream Director: Rob Reiner

### 2002
4. ročník se konal 5. května 2002
- Nejlepší mladý herec: Jason Behr
- Nejlepší mladá herečka: Brittany Murphy
- Zajímavá nová tvář – žena: Chyler Leigh
- Zajímavá nová tvář – muž: Ian Somerhalder
- Žena, která stojí za pozornost: Mila Kunis, Evan Rachel Wood
- Muž, který stojí za pozornost: Colin Hanks, Gregory Smith
- Nejžhavější mladá veterán: Elijah Wood
- Nejžhavější mladá veteránka: Sarah Michelle Gellar
- Průlomové vystoupení – žena: Shannyn Sossamon
- Průlomové vystoupení – muž: Jake Gyllenhaal
- Superstar zítřka – žena: Christina Applegate
- Superstar zítřka – muž: Shane West
- Nová tvůrkyně stylu: Monet Mazur
- Nový tvůrce stylu: Kip Pardue
- Kulturní ikona: Tony Hawk
- Talent pro charitu: Thora Birch
- Nejžhavější mladý filmový tvůrce: Robert Luketic
- Nová generace – žena: Selma Blairová
- Nejlepší střih: Christina Applegate
- Vzor hodný následování: Kevin Spacey
- Dream Director: Curtis Hanson

### 2001
3. ročník se konal 29. dubna 2001
- Nejlepší režisér: Sofia Coppola
- Zajímavá nová tvář – žena: Leslie Bibb
- Zajímavá nová tvář – muž: Jesse Bradford
- Průlomové vystoupení – muž: Topher Grace
- Průlomové vystoupení – žena: Ali Larter
- Žena, která stojí za pozornost: Gabrielle Union, Marisa Coughlan
- Muž, který stojí za pozornost: Usher Raymond, Hayden Christensen
- Nový tvůrce stylu – muž: Paul Walker
- Nejžhavější tvůrce filmu: Darren Aronofsky
- Superstar zítřka – žena: Rachel Leigh Cook
- Superstar zítřka – muž: Chris Klein
- Vyčnívající vystoupení – žena: Erika Christensen
- Vyčnívající vystoupení – muž: Sean Patrick Thomas
- Nejžhavější mladá veteránka: Christina Ricci
- Vzor hodný následování: Deniss Hopper
- Dream Director: Cameron Crowe

### 2000
2. ročník se konal 1. června 2000
- Nejlepší režisér: Kimblery Pierce
- Nejlepší soundtrack: Gary Jones
- Nejlepší píseň: „Kiss Me“ (Taková normální holka)
- Nejlepší scenárista: Kimberly Pierce, Andy Bienen
- Nejlepší chemie: West Bentley a Thora Birch
- Zajímavá nová tvář – žena: Selma Blairová
- Zajímavá nová tvář – muž: Paul Walker
- Nejlepší zlobivý kluk: Timothy Olyphnat
- Nejlepší zlobivá holka: Jodi Lyn O'Keefe
- Průlomové vystoupení – muž: Jonathan Jackson
- Průlomové vystoupení – žena: Mena Suvari
- Nejlepší obsazení: Jason Biggs, Chris Klein, Thomas Ian Nicholas, Alyson Hanniganová, Shannon Elizabeth, Tara Reid, Eddie Kaye Thomas, Seann William Scott, Mena Suvari, Natasha Lyonne
- Nový tvůrce stylu – žena: Amanda Peet
- Superstar zítřka – žena: Leelee Sobieski
- Superstar zítřka – muž: Joshua Jackson
- Vzor hodný následování: James Wood

### 1999
1. ročník se konal 13. března 1999
- Nejlepší soundtrack: Elia Crimal (Ronin)
- Průlomové vystoupení – žena: Reese Witherspoonová